# Цоці
Цоці (англ. Tsotsi) — драматичний фільм 2005 року, режисера Гевіна Гуда, сумісного виробництва Великої Британії та ПАР. 

## Сюжет
Совето — бідне передмістя Йоханнесбурга, єдина мета мешканців якого — вижити за будь-яку ціну. Цоці — юний безжалісний ватажок вуличної банди. Викравши автомобіль після п'яної вечірки, він помічає в ньому немовля, що випадково опинилося на задньому сидінні. З того часу у нього починається внутрішня боротьба між жорстокістю і коханням.